# Macroceps tonnoiri
Macroceps tonnoiri är en insektsart som beskrevs av Evans 1936. Macroceps tonnoiri ingår i släktet Macroceps och familjen dvärgstritar. Inga underarter finns listade i Catalogue of Life.